# Joc video crossover
Un joc crossover este atunci când personaje fictive, povestiri, setări, universuri diferite apar într-un singur joc video și interacționează cu altele.  

## Exemple
În Quake III Arena apar personaje din Doom și Quake.
În seria Super Smash Bros. apar personaje create de Nintendo, SEGA, Bandai Namco, Konami, Square Enix, Mojang etc.

## Legături externe
- Joc crossover on Giant Bomb